# 17216 Scottstuart
17216 Scottstuart (2000 AK243) là một tiểu hành tinh vành đai chính.